# Sun Valley Tianhe Tower
Das Concord International Centre ist mit 290 Metern und 62 Etagen einer der höchsten Wolkenkratzer in Chongqing (chinesisch 重慶 / 重庆, Pinyin Chóngqìng, W.-G. Ch'ung-ch'ing). Baubeginn war 2012, die Fertigstellung erfolgte im Jahr 2017.